# Alessio Palumbo
Antonino Alessio Palumbo (Catania, 8 settembre 1985) è un pilota motociclistico italiano.

## Carriera
La sua carriera nel mondo del motociclismo è iniziata nel 2003 nel campionato Italiano Sport Production 125, per ottenerne il titolo l'anno successivo. Nel 2005 è passato al campionato Italiano Velocità in classe 125 dove si classifica quarto, partecipa anche alla gara del campionato Europeo svoltasi a Vallelunga conclusa con un terzo posto.
Nel 2006 corre nel motomondiale nella classe 250, con il numero 85, con una Aprilia RSV 250 nel team Matteoni Racing con Alex Baldolini quale compagno di squadra. Al termine della stagione colleziona 11 presenze nei singoli gran premi senza ottenere peraltro risultati tali da fargli ottenere punti validi per la classifica iridata. Nel 2007 torna a gareggiare nel campionato italiano in 125 Gp (classificandosi settimo), per poi passare a metà campionato, alle quattro tempi debuttando con una Kawasaki ZX-6R del team Mozzo Moto.
Nel 2008 è campione nella Coppa Italia con il team Mc Racing in 600 Stock con moto Kawasaki ZX-6R del preparatore Mozzo Moto e 10º assoluto nella 600 Supersport del C.I.V.; il pilota ottiene 3 vittorie e 3 podi nel Campionato Stock 600, un 4º posto lo mette in luce anche al C.I.V. 600 Supersport. Nel 2009 disputa nuovamente il C.I.V. 600 Supersport con il team Mc Racing e sempre con moto Kawasaki senza ottenere risultati di particolare rilievo.
Nel 2010 concorre nel C.I.V. e ad alcune gare del campionato mondiale Supersport quale wild card, in sella ad una Kawasaki ZX-6R del team Puccetti Racing Kawasaki. Nel 2011, con una Honda CBR600RR, conclude al sesto posto nel campionato italiano Supersport. Continua nella stessa categoria anche nel 2012 e conclude al ventunesimo posto.

## Risultati in gara

### Motomondiale
| 2006 | Classe | Moto    |     |    |     |     |    |    |    |    |  |    |    |    |    |    |    |    |     | Punti | Pos. |
| ---- | ------ | ------- | --- | -- | --- | --- | -- | -- | -- | -- |  | -- | -- | -- | -- | -- | -- | -- | --- | ----- | ---- |
| 2006 | 250    | Aprilia | Rit | 20 | Rit | Rit | 23 | 18 | 18 | NQ |  | NQ | NE | NQ | 18 | NQ | 24 | 22 | Rit | 0     |      |

| Legenda | 1º posto        | 2º posto            | 3º posto            | A punti      | Senza punti        | Grassetto – Pole position Corsivo – Giro più veloce |
| Legenda | Gara non valida | Non qual./Non part. | Ritirato/Non class. | Squalificato | '-' Dato non disp. | Grassetto – Pole position Corsivo – Giro più veloce |

### Campionato mondiale Supersport
| 2010 | Moto     |  |  |     |  |  |  |  |    |    |  |  |    |  |  | Punti | Pos. |
| ---- | -------- |  |  | --- |  |  |  |  | -- | -- |  |  | -- |  |  | ----- | ---- |
| 2010 | Kawasaki |  |  | Rit |  |  |  |  | 13 | 14 |  |  | 13 |  |  | 8     | 23º  |

| Legenda | 1º posto        | 2º posto            | 3º posto           | A punti      | Senza punti        | Grassetto – Pole position Corsivo – Giro più veloce |
| Legenda | Gara non valida | Non qual./Non part. | Ritirato/Non class | Squalificato | '-' Dato non disp. | Grassetto – Pole position Corsivo – Giro più veloce |